# Rio Yhaguy

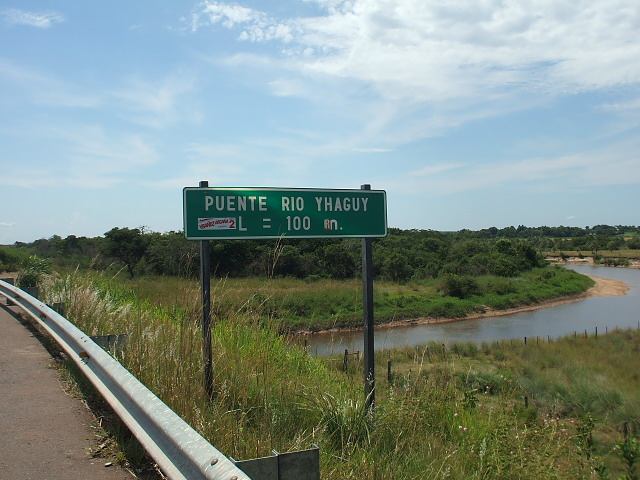
Uma ponte acima do Rio Yhaguy

O Rio Yhagüy (em castelhano:  Río Yhagüy) é um rio pequeno que corre de norte a sul no Departamento de Cordillera, Paraguai.
Em alguns lugares é pouco mais que um córrego e também é conhecido como Arroyo Yhaguy-Guazú e Arroyo Yhaguy.

## Referências

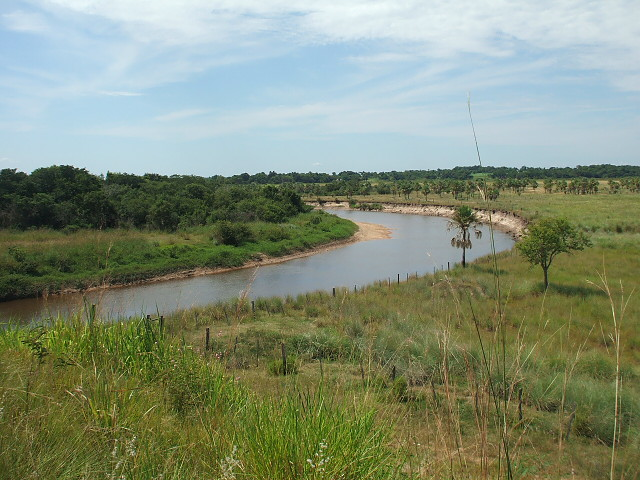
Vista do Rio Yhaguy